# Acusticosas I
Acusticosas I es un disco en vivo independiente de la banda Villanos. Fue grabado en varios nights clubs de Buenos Aires. Producido por Villanos y distribuido por Universal Music. Este CD cuenta con villanos invitados como Robin Villano (Teclados y coros) y Pinky Villano (Bajo). También incluye la fiesta de cumpleaños del cantante Niko Villano. 

## Lista de canciones
| N.º | Título                   | Escritor(es) | Duración |  |
| 1.  | «Intro»                  | Niko Villano |          |  |
| 2.  | «Fuera de Moda»          | Niko Villano |          |  |
| 3.  | «Lima Limón»             | Niko Villano |          |  |
| 4.  | «Mi pobre corazón»       | Niko Villano |          |  |
| 5.  | «Vecinos de Mierda»      | Niko Villano |          |  |
| 6.  | «Alma en Llamas»         | Niko Villano |          |  |
| 7.  | «Pendeja»                | Niko Villano |          |  |
| 8.  | «Hasta la muerte»        | Niko Villano |          |  |
| 9.  | «Sopla la vela (Triste)» | Niko Villano |          |  |
| 10. | «Claudia trampa»         | Niko Villano |          |  |
| 11. | «Manos vacías»           | Niko Villano |          |  |
| 12. | «Modelo del ´56»         | Niko Villano |          |  |
| 13. | «Johnny Boton»           | Niko Villano |          |  |
| 14. | «Yo quiero estar sedado» | Niko Villano |          |  |
| 15. | «Sale caro»              | Niko Villano |          |  |

## Músicos
- Niko Villano: Guitarra acústica, voz.
- Mini Villano: Guitarra acústica, coros.
- René Villano: Bajo acústico.
- Santi Villano: Batería y percusión.